# Хаджила-Али ал-Акуши
Хаджила-Али (Акуша, Акуша-Дарго — 1881, Акуша, Дагестанская область, Российская империя) —  дагестанский учёный-арабист, считался одним из лучших мударисов и факихов Дагестана. Член областного шариатского суда. Учитель Али-Хаджи Акушинского.

## Биография

### Юность
Имя Хаджила-Али на даргинском языке значит «Али, сын Хаджи». 

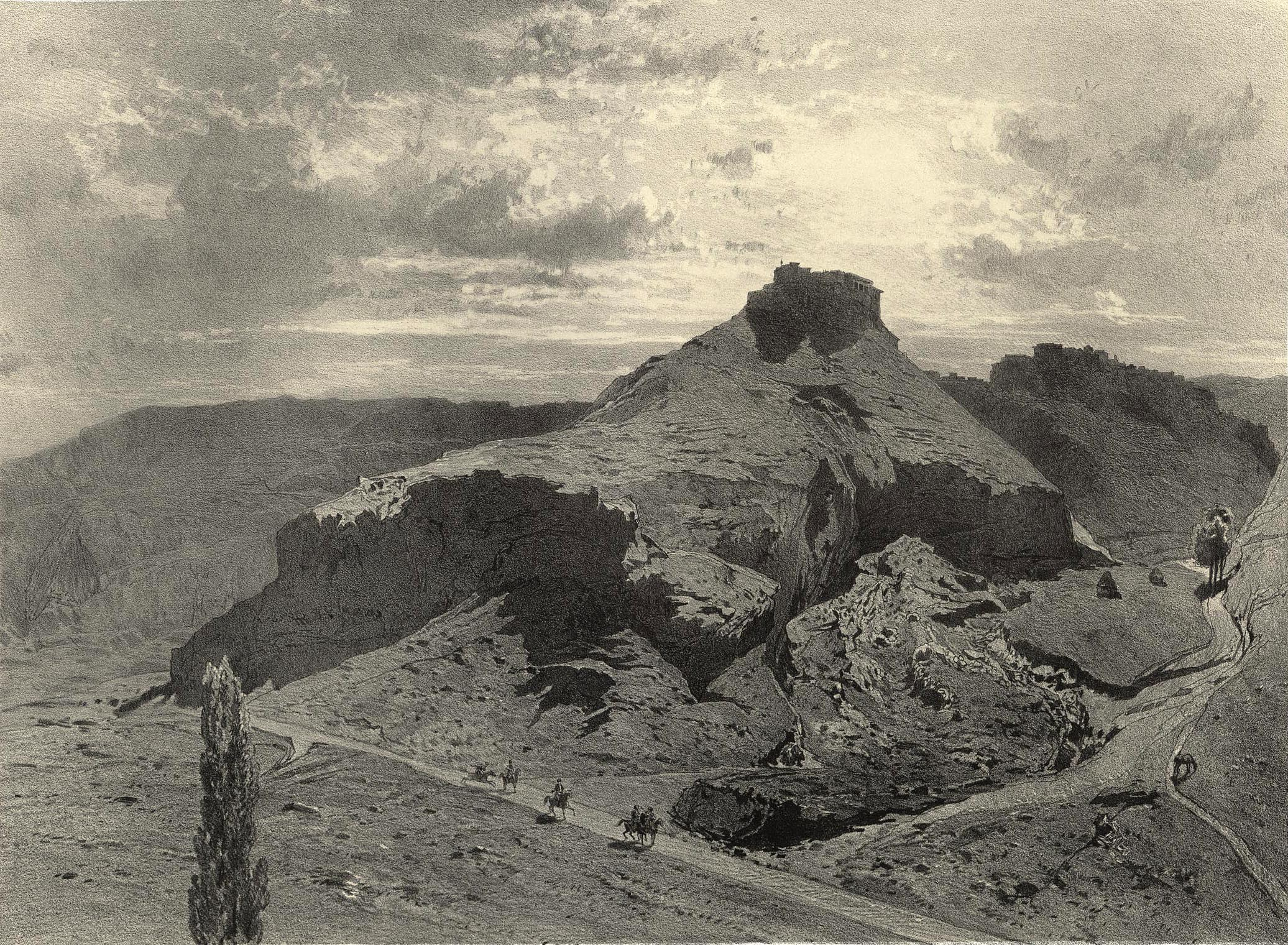
Акуша. Картина Григория Гагарина, 1847

Али получил традиционное исламское образование в своём родном селе Акуша, совершенствовал свои знания, будучи учеником у известных в Дагестане акушинских алимов Барка Кади и Мирза Мухаммада. Затем поехал в Аварию, где учился у Саида Араканского, Хедулава Кудалинского и других.

### Общественная деятельность
Арабисты Дагестана считали Хаджила-Али одним из наиболее сильных учёных-арабистов, разбиравшимся почти во всех науках, известных тогда, а также одним из лучших мударисов (учителей). Али преподавал в акушинском медресе. Хаджила-Али вступал в различные полемики по теологическим вопросам, и в Дагестане считались с его мнением.
Хаджила-Али был сторонником решения всех вопросов жизни на основе шариата и критиковал кадиев, которые прибегали к адатам и обычаям.
В 1873 году русский исследователь Владимир Вильер де Лиль-Адам путешествовал по Даргинскому округу и в августе посетил Акушу, где он встретился со многими почётными лицами села, в том числе с Али. В своих записках он описал встречу с ним и его внешность:
На другое утро посетили меня почётные лица Акуши, между которыми видное место занимал страший молла Гаджила-Али-будун, т. е. будун (или молла) Али, сын Гаджи, известный своею ученостью не только в Дагестане, но, как мне говорили, даже в Турции, откуда к нему иногда обращаются за советами, прося разрешать разные политико-религиозные вопросы. К счатью, он не фанатик, и нескольно раз своим влиянием удерживал своих соотечественников от вспышек. По наружности Гаджила-Али не походит на патриарха целого населения: маленькие глаза его весело глядят, круглое лицо его имеет жовиальное выражение, и рыжая, крашенная борода отнюдь не придает его виду предствательности.

### Дискуссии с другими учёными

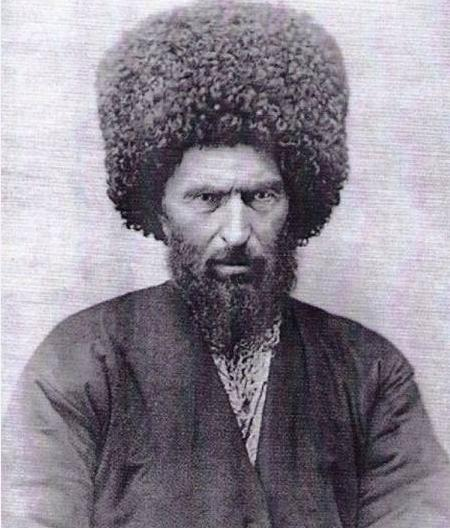
Мухаммад Тахир аль-Карахи

Между Хаджила-Али и Мухаммад-Тахиром из Караха возникла полемика. Причиной возникновения являлся интерес генерал-губернатора Дагестана князя Чавчавадзе к вопросам шариата. Чавчавадзе просил у Мухамада разработать вопрос о легитимности применения назра (обет и безвозмездное дарование имущества) и прислать ему. В шариатской науке этот вопрос считался сложным, из-за чего по нему ещё не было единого мнения. Чавчавадзе послал письмо и Али с этой просьбой. Никто из них не знал, что вопрос был поручен не только ему. Губернатор получил от них противоположные решения. Тогда Чавчавадзе ознакомил их с решениями друг друга — Мухаммад выступал против назра, Али — за. В результате возникла продолжительная полемика и по этому вопросу, и по другим вопросам шариата, которые встали в ходе дискуссии. По словам историка М. Гайдарбекова, победу одержал Али. Переписка учёных была переведена на русский язык и опубликована в 1871 году. Оригинальные письма содержатся в Рукописном фонде ДНЦ РАН.

### Семья
Дочь Али была жената на Хаджи Омаре, который также был учёным-арабистом, а также работал кадием села Акуша более тридцати лет. В 1882 году у дочери Али родился сын, которого тоже назвали Хаджила-Али. Тот пошёл по стопам отца и деда, посвятив свою жизнь религии, и стал известным и уважаемым алимом.
Как писал Назир из Дургели, Хаджила-Али, почувствовав приближение смерти, позвал своего сына и велел ему прочитать суру «Йасин». Сын начал читать, отец — вместе с ним, по завершении суры Хаджила-Али скончался. Его похоронили в Акуша.

## Труды
Хаджила-Али оставил значительное наследие по фикху, теологии. В богословском плане отмечается его трактат о догматике ислама «Тарджамат ас-сифат» («символ веры, убеждения»), комментарии к учебным пособиям по фикху, фетви и другое. Мусульманское законодательство было сильной стороной Али, благодаря чему он был назначен членом областного шариатского суда и работал в этом качестве довольно долго.
Али вёл и поэтическую деятельность. До нашего времени дошли его стихи, в том числе «Касыда на рифме Н». М. М. Мавраев издал в Темир-Хан-Шуре в 1908 году две книги переводов текстов о хадже и правилах его совершения и о правилах чтения арабо-графических текстов. Переводчиком был Хаджила-Али.
Его современник Гасан Алкадари писал:
В наш век в том же Акушинском районе были также истинные ученые по имени Али-шейх-эфенди и Гаджил-Али-эфенди. Они умерли, оставив свои произведения; в особенности последний эфенди оставил много сочинений, в том числе и красноречивые арабские стихотворения.
Назир из Дургели также характеризовал Али:
Большой, выдающийся ученый, талантливый факих, он прославился своим голосом, дела его шли успешно. Главное его занятие — это была мусульманская юриспруденция (фикх) шафиитского мазхаба, — да будет доволен им Аллах. Он автор ценных трудов. В числе его сочинений «Тарджамат ас-сифат» по акыде, а также касыда на «нун» вместе с комментарием, в которой он поносил кади, которые судили не по шариату, а по традиции и обычаю.